# دفتر تحکیم وحدت
اتحادیه انجمن‌های اسلامی و سازمان‌های دانشجویی سراسر کشور یا دفتر تحکیم وحدت یک سازمان دانشجویی در ایران است که ابتدا با گرد هم آمدن «انجمن‌های اسلامی» دانشکده‌های گوناگون در سال ۱۳۵۹ به عنوان «مرکز انجمن‌های اسلامی دانشجویان» پاگرفت و در سال ۱۳۶۱ به‌طور رسمی تشکیل شد. این تشکل در دهه ۱۳۶۰ و ۱۳۷۰ قوی‌ترین جنبش دانشجویی ایران بود و در پیروزی جنبش دوم خرداد نقش مهمی داشت. حمله به کوی دانشگاه به تدریج سبب ایجاد محدودیت‌هایی برای دفتر تحکیم وحدت شد. با وجود تشکیل سازمان دانش‌آموختگان ایران اسلامی (ادوار تحکیم وحدت)، دفتر تحکیم ضعیف شد. در دهه ۸۰ دو انشعاب طیف علامه و طیف شیراز از یکدیگر جدا شدند. با منحل شدن رسمی طیف اطلاح‌طلب‌تر (طیف علامه) توسط دبیرخانه هیئت‌های مرکزی نظارت بر تشکل‌های دانشگاهی، دفتر تحکیم وحدت عملاً غیرفعال شد؛ و دچار تغییرات و تحولاتی در مبانی سیاسی و فکریش گردید.
در اوایل دهه ۸۰ اقلیتی کوچک از انجمن‌های اسلامی دانشجویان در حد ۱۱ درصد آراء مجموعه با تحریک و هدایت بیت رهبری، دفتر نمایندگی رهبری در دانشگاه‌ها، وزارت اطلاعات و سازمان اطلاعات سپاه پاسداران انقلاب اسلامی از تحکیم جدا شده و به صورت غیرقانونی نام «تحکیم شیراز» بر خود گذاشتند. جریان اصلی و واقعی تحکیم به دلیل اینکه انتخاباتش را در دانشگاه علامه طباطبائی برگزار کرد به نام علامه معروف شد. با منحل شدن رسمی طیف اصلی دفتر تحکیم وحدت (طیف علامه) توسط دبیرخانه هیئت‌های مرکزی نظارت بر تشکل‌های دانشگاهی در دولت اول محمود احمدی‌نژاد، دفتر تحکیم وحدت عملاً غیرفعال شد و این نهاد در اختیار دانشجویان اصولگرا قرار گرفت. دولت حسن روحانی نیز به خواست اعضای پیشین دفتر تحکیم وحدت توجه نکرد.

## تاریخچه

لوگوی دفتر تحکیم وحدت

اتحادیه انجمن‌های اسلامی دانشجویان دانشگاه‌ها و مراکز آموزش عالی سراسر کشور که بعد از انقلاب به «دفتر تحکیم وحدت» مشهور شد، نخستین بار در دهه ۱۳۲۰ خورشیدی در دانشگاه تهران تأسیس شد. پس از انقلاب ۱۳۵۷ ایران، در سال‌های ۱۳۵۹ تا ۱۳۶۱ انجمن‌های اسلامی دانشکده‌های گوناگون گرد هم آمده و «اتحادیه انجمن‌های اسلامی و سازمان‌های دانشجویی سراسر کشور» (دفتر تحکیم وحدت) به عنوان مرکز انجمن‌های اسلامی دانشجویان شکل گرفت. به گفته ابراهیم اصغرزاده کمیته مشاوران دفتر تحکیم وحدت در سال ۱۳۵۸ شامل آیت الله خامنه‌ای، آیت‌الله موسوی خوئینی‌ها، ابوالحسن بنی صدر، حسن حبیبی بود. به علاوه گاهی از حبیب‌الله پیمان و محمد مجتهد شبستری نیز در این کمیته استفاده می‌شد.
نام دفتر تحکیم وحدت در سال ۱۳۵۸ بعد از دیدار نمایندگان انجمن‌های اسلامی دانشجویان با روح‌الله خمینی رهبر ایران انتخاب شد که به آنها توصیه کرده بود: «بروید، تحکیم وحدت بکنید». دفتر تحکیم وحدت به عنوان مرکزیت انجمن‌های اسلامی دانشجویان ادوار مختلف فعالیت به لحاظ سیاسی، گفتمانی و موقعیتی دارد. در پیش از انقلاب انجمن‌های اسلامی رویکرد فرهنگی، معرفتی حول اسلام‌گرایی ایدئولوژیک و ترویج معارف دینی را دنبال می‌کردند. در جلساتی که انجمن‌های اسلامی برگزار می‌کردند، افرادی چون مهدی بازرگان، یدالله سحابی، سید صدرالدین بلاغی، محمدتقی فلسفی، مرتضی مطهری، علی شریعتی، حبیب‌الله پیمان، سید محمود طالقانی، محمد مفتح، حسین علی راشد سخنرانی می‌کردند. اهداف اساسنامه اولیهٔ دفتر تحکیم وحدت «اصلاح جامعه بر طبق دستورهای اسلام، تلاش در ایجاد دوستی و اتحاد بین افراد مسلمان مخصوصاً جوانان روشنفکر، انتشار حقایق اسلامی به وسیله ایجاد موسسات تبلیغات و نشر مطبوعات، و مبارزه با خرافات» نوشته شده‌است. بعد از انقلاب انجمن‌های اسلامی وارد انشقاق شدند، مدافعان سازمان مجاهدین خلق تشکل انجمن دانشجویان مسلمان را تأسیس کردند. مدافعان نهضت آزادی خارج شدند. طیف سنتی انجمن‌های اسلامی اداره این نهاد را دست گرفتند و مدافعان ملی مذهبی‌ها چون دکتر پیمان نیز به مرور حذف شدند. مهم‌ترین اقدام دفتر تحکیم وحدت بعد از انقلاب تسخیر سفارت آمریکا بود که به دانشجویان پیرو خط امام معروف شدند. اقلیت دفتر تحکیم وحدت در انقلاب فرهنگی حضور داشت، اما بعد از حمایت خمینی اکثریت این تشکل نیز حمایت کرد. تحکیم در اواخر دهه پنجاه و تا سال ۱۳۶۷ مدافع مطلق نظام جمهوری اسلامی، مرید روح‌الله خمینی و بازوی حکومت در کنترل دانشگاه بود. اکثریت تحکیم بعد از شکاف در داخل حکومت در انتخابات مجلس دوم به سمت جناح چپ که بعدها شاخص آن مجمع روحانیون مبارز شد، سمت‌گیری کرد، اقلیت نیز حامی جناح راست بود. اعضای شورای مرکزی دفتر تحکیم وحدت به صورت سالانه با رای نمایندگان انجمن‌های اسلامی دانشجویان کل کشور انتخاب می‌شدند. از اعضاء شاخص دفتر تحکیم وحدت جناح اکثریت (چپ) در سال‌های اولیه بعد از انقلاب می‌توان از ابراهیم اصغرزاده، عباس عبدی، علی صفاریان، شمس وهابی، علی شکوری راد، محسن میردامادی، هاشم آغاجری، و جناح راست محمود احمدی‌نژاد، هاشمی ثمره، علی سیدنژاد، حشمت الله طبرزدی و جناح میانه علی مقاری، سید عباس نبوی و وحید احمدی نام برد.

### دهه ۶۰ و ابتدای دهه ۷۰
در جلساتی که انجمن‌های اسلامی برگزار می‌کردند، افرادی چون مهدی بازرگان، یدالله سحابی، سید صدرالدین بلاغی، محمدتقی فلسفی، حسین علی راشد سخنرانی می‌کردند. اهداف اساسنامه اولیهٔ دفتر تحکیم وحدت «اصلاح جامعه بر طبق دستورهای اسلام، تلاش در ایجاد دوستی و اتحاد بین افراد مسلمان مخصوصاً جوانان روشنفکر، انتشار حقایق اسلامی به وسیله ایجاد موسسات تبلیغات و نشر مطبوعات، و مبارزه با خرافات» نوشته شده‌است.
پس از بحران گروگان‌گیری در سفارت ایالات متحده آمریکا که به دست دانشجویان مسلمان پیرو خط امام انجام شد، این گروه دانشجویان و اتحادیه انجمن‌های اسلامی (تحکیم وحدت) به یکدیگر نزدیک‌تر شدند و گرایش چپ‌گرایی در اتحادیه انجمن‌های اسلامی (تحکیم وحدت) افزایش یافت. در سال‌های دهه ۱۳۶۰ گرایش به چپ، گرایش‌های ایدئولوژیک و انقلابی، و عدالت‌خواهی در انجمن‌های اسلامی قوی بود. نزدیک به ۳۰ نفر از اعضای اتحادیه انجمن‌های اسلامی (تحکیم وحدت) که در جنگ ایران و عراق شرکت کرده بودند جان باختند. (به عبارتی بیش از ۳۵ نفر)
حشمت الله طبرزدی در میانه دهه شصت از دفتر تحکیم وحدت انشعاب کرد و اتحادیه انجمن‌های اسلامی دانشجوئی را تأسیس کرد.
پس از جنگ با توجه به وضعیت سیاسی اجتماعی جامعه، گرایش‌های ایدئولوژیک کمتر شد و مشی انتقادی انجمن‌های اسلامی نسبت به مشکلات مختلف و جدی‌تر شدن توجه به مسایل صنفی دانشجویان، همگام با رویکردهای سیاسی رشد کرد. اعضایی از تحکیم وحدت که طیف همراه حشمت‌الله طبرزدی بودند در انتخابات ریاست جمهوری سال ۱۳۷۲ از اکبر هاشمی رفسنجانی حمایت کردند اما کم‌کم رادیکال‌تر شده و از دفتر تحکیم وحدت جدا شدند و جبهه متحد دانشجویی را تشکیل دادند.
عامل مهم در چرخش رویکرد تحکیم از حمایت مطلق به حمایت انتقادی از نظام جمهوری اسلامی درگذشت روح‌الله خمینی و رهبری سیدعلی خامنه‌ای بود که باعث تغییرات زیاد در بلوک قدرت شد. دفتر تحکیم وحدت به حذف و حاشیه‌نشین شدن جناح چپ اعتراض کرد و در نتیجه زیر ضربه نهادهای امنیتی وقت قرار گرفت. ساختمان مرکزی این نهاد در خیابان خارک توسط نیروهای انتظامی در برخوردی خشن تصرف شد. در ادامه کشمکش‌ها ساختمانی قدیمی از سوی خامنه‌ای به صورت امانی در اختیار دفتر تحکیم وحدت در کوچه شهید رجب‌بیگی نزدیک خیابان جمهوری و شیخ هادی قرار گرفت که کمیته امداد مدعی مالکیت آن بود و دعوای حقوقی در این خصوص تا سال ۱۳۸۰ که این ساختمان پلمپ شد، ادامه یافت. از فعالان شاخص دفتر تحکیم وحدت در اواخر دهه شصت تا اوایل دهه هفتاد می‌توان به داوود سلیمانی، علی شکوری راد، سید شمس الدین سیاسی راد، علیرضا بابایی و سعید شیرکوند اشاره کرد.

#### اعضا
اعضای شورای مرکزی دفتر تحکیم وحدت در سال ۷۳–۷۵ عبارت بودند از:
علی باقری (دانشگاه امام خمینی قزوین)، علیرضا بایایی (دانشگاه پلی تکنیک که استیضاح شد)، فاطمه حقیقت جو (دانشگاه تربیت معلم)، فاضل عبیات (دانشگاه پلی تکنیک)، حسن مقدس (دانشگاه پلی تکنیک)، جهانبخش خانجانی (دانشگاه تبریز)، بهلولی (دانشگاه تهران)، حسین بیغم (دانشگاه شهید بهشتی)، طالقانی (دانشگاه همدان)

### جنبش دوم خرداد
دفتر تحکیم وحدت در اوایل دهه هفتاد به دلیل دگرگونی در عرصه سیاسی و فشارهای حکومت دچار رکود شده بود، اما رویارویی بین بیت رهبری و دفتر اکبر هاشمی رفسنجانی در دوره دوم دولت سازندگی و تغییر و تحولات در درون دانشگاه‌ها باعث شد تا دفتر تحکیم وحدت در سال ۷۳ حیات دوباره‌ای پیدا کرده و با پوست اندازی فعالیت‌هایش را گسترش دهد. از سال ۷۳ به بعد رشد دفتر تحکیم وحدت شروع می‌شود که این بار در جایگاه متفاوتی با دهه شصت قرار می‌گیرد و از حوزه جناح‌ها و جریان‌های حکومتی میانه‌رو و منتقد در یک فرایند تدریجی به جامعه مدنی و نیروهای مستقل سیاسی و نزدیک به اپوزیسیون تغییر جهت می‌دهد.
اتحادیه انجمن‌های اسلامی (تحکیم وحدت) به عنوان نماینده جنبش دانشجویی در انتخابات ریاست‌جمهوری ایران (۱۳۷۶) از سید محمد خاتمی حمایت کرد و نقش مهمی در پیروزی اصلاح‌طلبان ایران در انتخابات داشت. در سالهای ۷۶ تا ۷۸ تحکیم وحدت جایگاه محکم و تأثیرگذاری در عرصه سیاسی ایران پیدا کرد. در انتخابات دوره ششم مجلس شورای اسلامی و دوره اول شوراها چند نماینده از اعضاء اتحادیه انجمن‌های اسلامی (تحکیم وحدت) انتخاب شدند.

#### اعضا
اعضای شورای مرکزی دفتر تحکیم وحدت در سال ۷۵–۷۶
سراج الدین میردامادی (دانشگاه مشهد)، علی توکلی (دانشگاه تهران)، جمارانی (دانشگاه گیلان)، حسین بی غم (دانشگاه بهشتی)، سکینه اشرفی (دانشگاه الزهراء)؛ علی افشاری (دانشگاه پلی تکنیک)، مجید فراهانی (دانشگاه شریف)، محمدرضا (میثم) سعیدی (دانشگاه تبریز)، محسن محمدی معین (دانشگاه شهید بهشتی)
اعضای شورای مرکزی دفتر تحکیم وحدت در سال ۷۶–۷۷
مجید فراهانی (دانشگاه شریف)، سراج الدین میردامادی (دانشگاه فردوسی مشهد)، محمدرضا (میثم) سعیدی (دانشگاه تبریز)، علی توکلی (دانشگاه تهران)، علیرضا طاهری (دانشگاه علم و صنعت)، علی اکبر موسوی خوئینی (دانشگاه خواجه نصیر الدین طوسی)
اعضای شورای مرکزی دفتر تحکیم وحدت در سال ۷۷–۷۸
علی تاجرنیا (دانشگاه فردوسی مشهد)، علی افشاری (دانشگاه پلی تکنیک)، مجید فراهانی (دانشگاه شریف)، ابراهیم شیخ (دانشگاه شهید بهشتی)، مرتضی احمدی (دانشگاه شریف)، اکبر عطری (دانشگاه علامه طباطبایی)، علی جلالی (دانشگاه شیراز)، علیرضا طاهری (دانشگاه علم و صنعت)
اعضای شورای مرکزی دفتر تحکیم وحدت در سال ۷۸–۸۰
علی افشاری (دانشگاه پلی تکنیک)، سید مهدی طباطبایی (دانشگاه تبریز)، نیما فاتح (دانشگاه شیراز)، اکبر عطری (دانشگاه علامه طباطیایی)، سید مهدی منوچهری (دانشگاه فردوسی مشهد)، ابراهیم شیخ (دانشگاه شهید بهشتی)، رضا حجتی (دانشگاه تهران) و سیاوش افضلی (دانشگاه گرگان)
اعضای شورای مرکزی دفتر تحکیم وحدت در سال ۸۰–۸۳ (منتخب نشست دانشگاه علامه طباطبایی)
عبدالله مؤمنی (دانشگاه تربیت معلم)، مهدی امینی‌زاده (دانشگاه شهید رجایی)، رضا عامری‌نسب (دانشگاه شیراز و علوم پزشکی)، سعید رضوی فقیه (دانشگاه تربیت مدرس)
اعضای شورای مرکزی دفتر تحکیم وحدت در سال ۸۳–۸۴
علی افشاری (دانشگاه پلی تکنیک)، عبدالله مؤمنی (دانشگاه علامه طباطبایی)، رضا دلبری (دانشگاه پلی تکنیک)، مهدی امینی زاده (دانشگاه شهید رجایی)، مجید حاجی بابایی (دانشگاه شهید بهشتی)
اعضای شورای مرکزی دفتر تحکیم وحدت در سال ۸۴–۸۵
سعید حبیبی (دانشگاه تربیت مدرس)، محمد هاشمی (دانشگاه علوم اقتصادی)، فرید مدرسی (دانشگاه علامه طباطبایی)، علی نیکونسبتی (دانشگاه تهران)، حنیف یزدانی (دانشگاه شهرکرد)، حامد ایرانشاهی (دانشگاه اراک)، مجتبی بیات (دانشگاه تهران)، صابر شیخلو (دانشگاه همدان)
اعضای شورای مرکزی دفتر تحکیم وحدت در سال ۸۵–۸۷
محمد هاشمی (دانشگاه علوم اقتصادی)، مهدی عربشاهی (دانشگاه زنجان)، علی نیکونسبتی (دانشگاه تهران)، حنیف یزدانی (دانشگاه شهرکرد)، بهاره هدایت (دانشگاه علوم اقتصادی)، علی عزیزی (دانشگاه پلی تکنیک)، علی وفقی (دانشگاه شریف)
اعضای شورای مرکزی دفتر تحکیم وحدت سال ۸۷–۸۹
مهدی عربشاهی (دانشگاه علامه طباطبایی)، بهاره هدایت (دانشگاه علوم اقتصادی)، عباس حکیم زاده (دانشگاه پلی تکنیک)، میلاد اسدی (دانشگاه خواجه نصیر)، مرتضی سیمیاری (دانشگاه سیستان و بلوچستان)، امین نظری (دانشگاه همدان)، فرید هاشمی (دانشگاه تهران)

### حملهٔ ۱۸ تیر
وقایع هجده تیر یا وقایع کوی دانشگاه تهران درگیری‌های میان دانشجویان، نیروهای انتظامی و افراد موسوم به لباس شخصی‌ها بود که سبب کشته شدن چند دانشجو و مجروح شدن بسیاری شد و با حمله لباس شخصی‌ها و برخی مأموران به خوابگاه دانشجویان ایجاد شد. از این حادثه به عنوان بزرگ‌ترین چالش جنبش دانشجویی در ایران بعد از انقلاب ۱۳۵۷ نیز یاد می‌شود و به تدریج سبب ایجاد محدودیت‌هایی برای دفتر تحکیم وحدت شد که به شدت در پی پیگیری دلایل این حادثه بود. همچنین پس از این وقایع، با تلاش‌های پنهان و نیز به دلیل اختلاف دیدگاه‌های اعضا، انشعاب در دفتر تحکیم پدید آمد.
دفتر تحکیم در پیروزی محمد خاتمی در انتخابات دوم خرداد و موفقیت‌های بعدی اصلاح طلبان نقش مهمی داشت و در دوران اصلاحات از فعال‌ترین و مردمی‌ترین عضو «جبهه دوم خرداد» (متشکل از ۱۸ حزب و تشکل سیاسی اصلاح طلب) بود. اما پس از شدت گرفتن انتقادات پیرامون ضعف و عدم پایبندی خاتمی و برخی گروه‌های اصلاح طلب به اصلاحات، در اواخر سال ۱۳۸۱ با انتقاد از عملکرد دولت خاتمی از این جبهه خارج شد و نقد همه‌جانبه قدرت را در دستور کار خود قرار داد.

### انشعاب طیف علامه و شیراز
در سال ۱۳۸۰ اقلیتی کوچک از انجمن‌های اسلامی دانشجویان در حد ۱۱ درصد آراء مجموعه با تحریک و هدایت بیت رهبری، دفتر نمایندگی رهبری در دانشگاه‌ها، وزارت اطلاعات و اطلاعات سپاه پاسداران انقلاب اسلامی از تحکیم جدا شده و به صورت غیرقانونی نام «تحکیم شیراز» برخورد گذاشتند. جریان اصلی و واقعی تحکیم به دلیل اینکه انتخاباتش را در دانشگاه علامه طباطبایی برگزار کرد به نام علامه معروف شد.
در سال ۱۳۸۷ دبیرخانه‌های هیئت‌های مرکزی نظارت بر تشکل‌های اسلامی دانشگاهیان وزارت‌های علوم، تحقیقات و فناوری و بهداشت، درمان و آموزش پزشکی، رای به انحلال طیف علامه دفتر تحکیم وحدت دادند تا تنها طیف شیراز به عنوان نماینده دفتر تحکیم باقی نماند و به فعالیت ادامه دهد. و در ادامه دانشجویان اصول گرای ولایی جایگزین آنها شدند.

## ساختار
- شورای عمومی: از انجمن اسلامی هر دانشگاه ۱ تا ۳ نماینده (با توجه به تعداد دانشجویان آن دانشگاه) به شورای عمومی تحکیم فرستاده می‌شوند.
- شورای مرکزی: اعضای این هیئت در نشست سالانه شورای عمومی برگزیده می‌شوند و عالی‌ترین نهاد اجرایی این سازمان هستند.

## ادوار تحکیم وحدت
ادوار تحکیم وحدت (سازمان دانش‌آموختگان ایران اسلامی) تشکلی سیاسی و منتقد است که در سال ۱۳۸۲ تأسیس شده‌است و دانش‌آموختگان دفتر تحکیم وحدت (به ویژه طیف علامه) و دانشجویانی که پس از فارغ‌التحصیلی تمایل به ادامهٔ فعالیت تشکیلاتی دارند به عضویت آن در می‌آیند.
دبیر سازمان احمد زیدآبادی است که در جریان پیامدهای اعلام نتایج انتخابات ریاست جمهوری ایران (۱۳۸۸) دستگیر شد و به ۶ سال زندان و تبعید در گناباد و محرومیت مادام‌العمر از فعالیت‌های اجتماعی و سیاسی محکوم شد.

## اتحادیه ملی دانشجویان و جبهه متحد دانشجویی
«اتحادیه انجمن‌های اسلامی دانشجویان و دانش‌آموختگان دانشگاه‌ها و مراکز آموزش عالی» در سال ۱۳۶۳ توسط فراکسیون راست اتحادیه انجمن‌های اسلامی دانشجویان (دفتر تحکیم وحدت) تشکیل گردید. بنیانگذاران این تشکل از حامیان و مرتبطان علی خامنه‌ای و هاشمی رفسنجانی بودند و پس از مرگ روح‌الله خمینی و افول جریان چپ جمهوری اسلامی بر دامنه فعالیت خود افزودند گرچه در ادامه در سالهای میانی دهه هفتاد به منتقدان جدی هاشمی رفسنجانی تبدیل شدند و با انتشار هفته‌نامه پیام دانشجو به انتشار مدام گزارش‌ها و اخبار از فساد مالی و سیاسی دولت هاشمی رفسنجانی پرداختند و پس از دوم خرداد ۱۳۷۶ تند تر از دفتر تحکیم وحدت به صف مخالفان جمهوری اسلامی پیوستند.

## دبیران دفتر تحکیم وحدت از سال ۱۳۸۸
- مهدی عباسی مهر ۱۳۸۸-۱۳۸۹
- حامد ملاداوودی ۱۳۹۰
- مهدی امیریان ۱۳۹۱
- علی اسلامی ۱۳۹۱
- علی بیانی۱۳۹۲-۱۳۹۳
- محمدحسین قائدشرف ۱۳۹۴-۱۳۹۵
- اسماعیل کوهی مقدم ۱۳۹۶
- علی دهقان ۱۳۹۷-۱۳۹۸
- محمد گودرزی ۱۳۹۹
- علی بزرگخو ۱۴۰۰
- امیررضا بخشی پور ۱۴۰۱-۱۴۰۳

## کشته‌شدگان دفتر تحکیم وحدت
1. مهدی رجب بیگی
2. محمد ابراهیم همت
3. محسن وزوایی
4. حسین علم الهدی
5. کاظم کاظمی
6. سید ناصر سیاهپوش
7. فضل‌الله میرعابدینی
8. حسین میرسلطانی
9. حبیب برادران توکلی
10. محمدحسین بهادری‌فر
11. فرخزاد سلحشور
12. علی حاتمی
13. محمد فاضل
14. جمال دهشور
15. علی شاهرضایی
16. حسین شوریده
17. هوشنگ ترکاشوند‌
18. مهدی قلی جوزی نجف‌آبادی
19. حسن سیف
20. اسدالله شیران
21. کمیل میرزازاده
22. محمد جعفر ذاکر
23. سید احمد رحیمی
24. غلامحسین احمدی
25. سید احمد کدخدازاده
26. عبدالرحمان یاعلی مدد
27. علیرضا‌ هادی‌پور
28. علی صبوری قمی
29. غلامحسین بسطامی
30. عباس ورامینی
31. محسن ماندگار
32. مجید مؤذن صفایی
33. سید جمال میرامیرخانی
34. حامد مسیحا
35. محمد بهبهانی
36. ناصر فولادی
37. بهروز سلطانی
38. افریدون صدری
39. حسین اقدامیان
40. محمود شهبازی

## انجمن های اسلامی عضو دفتر تحکیم وحدت
1. انجمن اسلامی دانشجویان دانشگاه شهید بهشتی
2. انجمن اسلامی دانشجویان دانشگاه الزهرا
3. انجمن اسلامی دانشجویان دانشگاه بین المللی امام خمینی(ره)
4. انجمن اسلامی دانشجویان دانشگاه امیرکبیر
5. انجمن اسلامی دانشجویان دانشگاه علامه طباطبایی
6. انجمن اسلامی دانشجویان دانشگاه تبریز
7. انجمن اسلامی  دانشجویان دانشگاه آزاد تهران مرکزی
8. انجمن اسلامی  دانشجویان دانشگاه فنی شریعتی
9. انجمن اسلامی دانشجویان دانشگاه آزاد ارومیه
10. انجمن اسلامی دانشجویان دانشگاه علوم پزشکی همدان
11. انجمن اسلامی دانشجویان دانشگاه علوم پزشکی ایران
12. انجمن اسلامی دانشجویان دانشگاه پیام نور
13. انجمن اسلامی دانشجویان دانشگاه علم و صنعت
14. انجمن اسلامی دانشجویان دانشگاه اصفهان
15. انجمن اسلامی دانشجویان دانشگاه علوم پزشکی لرستان
16. انجمن اسلامی دانشجویان دانشگاه علوم پزشکی جهرم
17. انجمن اسلامی دانشجویان دانشگاه علوم پزشکی هرمزگان
18. انجمن اسلامی دانشجویان دانشگاه تربیت مدرس
19. انجمن اسلامی دانشجویان دانشگاه سیرجان
20. انجمن اسلامی دانشجویان دانشگاه نوشیروانی بابل
21. انجمن اسلامی دانشجویان دانشگاه صنعتی قم
22. انجمن اسلامی دانشجویان دانشگاه فرهنگیان تبریز
23. انجمن اسلامی دانشجویان دانشگاه باهنر کرمان
24. انجمن اسلامی دانشجویان دانشگاه اصفهان
25. انجمن اسلامی دانشجویان صنعتی ارومیه
26. انجمن اسلامی دانشجویان دانشگاه زنجان
27. انجمن اسلامی دانشجویان دانشگاه شیراز
28. انجمن اسلامی دانشجویان دانشگاه صنعتی اصفهان
29. انجمن اسلامی دانشجویان دانشگاه علوم پزشکی اصفهان
30. انجمن اسلامی دانشجویان دانشگاه علوم پزشکی زنجان
31. انجمن اسلامی دانشجویان دانشگاه رازی کرمانشاه
32. انجمن اسلامی دانشجویان دانشگاه هرمزگان
33. انجمن اسلامی دانشجویان دانشگاه لرستان
34. انجمن اسلامی دانشجویان دانشگاه سمنان
35. انحمن اسلامی دانشجویان دانشگاه صنعتی شریف
36. انجمن اسلامی دانشجویان دانشگاه علوم پزشکی تهران
37. انجمن اسلامی دانشجویان دانشگاه علوم پزشکی شهید بهشتی
38. انجمن اسلامی دانشجویان دانشگاه علوم پزشکی مشهد